# Villimpenta
Villimpenta és un municipi situat al territori de la província de Màntua, a la regió de la Llombardia, (Itàlia).
Villimpenta limita amb els municipis de Castel d'Ario, Gazzo Veronese, Roncoferraro, Sorgà i Sustinente.
Pertany al municipi la frazione de Pradello

## Galeria

Localització de Villimpenta a la província de Màntua